# Estação Simonis
Simonis é uma estação das linhas 6 (antiga 1A), 2 do Metro de Bruxelas.

| Oeste ou norte               |  |                 |  | Leste ou Sul                                                       |
| ---------------------------- |  | --------------- |  | ------------------------------------------------------------------ |
|                              |  | Linha 2 término |  | Osseghem sentido Elisabeth (d) através da Estação de Bruxelas-Midi |
| Belgica sentido Roi Baudouin |  | Linha 6 (en)    |  | Osseghem sentido Elisabeth (d) através da Estação de Bruxelas-Midi |
| editar no Wikidata           |  |                 |  |                                                                    |